# Brian
Brian (đôi khi được phiên âm là Bryan) là một tên riêng cho nam giới có nguồn gốc từ tiếng Ireland và tiếng Breton, cũng như là một tên họ có nguồn gốc từ tiếng Occitan. Đây là một tên gọi phổ biến trong cộng đồng nói tiếng Anh. Có khả năng tên gọi này có nguồn gốc từ một từ trong tiếng Celt cổ nghĩa là "tối cao" (hill) hoặc "quý tộc" (noble). Ví dụ, yếu tố bre có nghĩa là "ngọn đồi" (hill); có thể chuyển đổi sang ý nghĩa "cao sang" (eminence) hoặc "người cao quý" (exalted one). Tên gọi này khá phổ biến ở Ireland, bắt nguồn từ Brian Boru, một vị vua của Ireland vào thế kỷ 10. Tên gọi này cũng khá phổ biến ở vương quốc Đông Anglia trong thời Trung cổ. Điều này là bởi tên gọi này được giới thiệu vào Anh bởi những người Breton nối tiếp cuộc xâm lược của người Norman. Người Breton cũng định cư tại cùng với người Norman vào thế kỷ 12, và tên gọi 'của họ' đã được pha trộn với phiên bản 'Ireland' này. Ngoài ra, ở vùng tây bắc nước Anh, tên gọi 'Ireland' này được giới thiệu bởi những người Scandinavia định cư ở Ireland. Trong các khu vực nói ngôn ngữ Gael ở Scotland, tên gọi này ban đầu chỉ được sử dụng bởi những gia đình có nguồn gốc Ireland thuần chủng. Nó là tên gọi phổ biến thứ tư dành cho nam giới ở Anh và xứ Wales vào năm 1934, nhưng sự sụt giảm mạnh đã theo sau phần còn lại của thế kỷ 20, và đến năm 1994 tên gọi này đã rơi khỏi top 100. Nó vẫn giữ được sự nổi tiếng ở Hoa Kỳ trong thời gian lâu hơn; thời kỳ phổ biến nhất của tên gọi này rơi vào khoảng 1968–1979, khi nó ổn định trong khoảng vị trí từ thứ tám đến thứ mười. Tên gọi này đã ngày càng trở nên phổ biến ở Nam Mỹ - đặc biệt là Argentina và Uruguay kể từ đầu những năm 1990.
Tên họ Brian đôi khi là một phiên bản phiên âm trong tiếng Anh và tiếng Ireland của tên họ Bryan. Tên họ Brian trong tiếng Anh và tiếng Pháp đôi khi có nguồn gốc từ tên cá nhân trong các ngôn ngữ Celt đã ghi bên trên. Tên họ Brian đôi khi cũng có thể là một tên họ của người Pháp; nó có nguồn gốc từ từ brian trong tiếng Occitan sơ cổ, mang nghĩa "con giòi" (maggot) và dùng như một biệt danh.
Các biến thể của tên gọi này bao gồm Briant, Brien, Bran, Brion, Bryan, Bryant, Brjánn (trong tiếng Iceland) và Bryon. Một vài biến thể phiên âm như "Brien" đôi khi được dùng như một tên riêng cho nữ giới, đặc biệt là trong các thành viên trong cộng đồng người du mục Ireland.

## Các cá nhân đáng chú ý với tên gọi
Tên đơn
- Brian (con chó), chú chó nổi tiếng trong chiến tranh
- Brian (thần thoại), nhân vật thần thoại Celt

Tên họ
- Denis Brian (sinh 1923), tác giả người Anh
- Donald Brian (1877–1948), diễn viên, vũ công và ca sĩ người Mỹ gốc Canada
- Havergal Brian (1876–1972), nhạc sĩ cổ điển người Anh
- Mary Brian (1906–2002), nữ diễn viên và ngôi sao điện ảnh người Mỹ
- Morgan Brian (sinh 1993), nữ cầu thủ bóng đá người Mỹ

Tên riêng
- Brian Ah Yat (sinh 1975), cầu thủ bóng bầu dục người Mỹ
- Brian Alderson (1950–1997), cầu thủ bóng đã người Scotland
- Brian Austin Green (sinh 15 tháng 7 năm 1973), diễn viên và rapper người Mỹ
- Brian Bell (sinh 1968), thành viên ban nhạc rock người Mỹ Weezer
- Brian Blessed (sinh 1937), diễn viên người Anh
- Brian Boitano (sinh 1963), vận động viên trượt băng nghệ thuật người Mỹ
- Brian Bollinger (sinh 1968), cầu thủ bóng bầu dục người Mỹ
- Brian Boru (941–1014), vua của Ireland, người đã lật đổ sự thống trị kéo dài hàng thế kỷ của Vương quyền Ireland cai trị bởi nhà Uí Néill
- Brian Broomell (sinh 1958), cầu thủ bóng bầu dục người Mỹ
- Brian Clough (1935–2004), huấn luyện viên bóng đã người Anh
- Brian Cornell, doanh nhân người Mỹ
- Brian Cowen (sinh 1960), cựu Taoiseach (Thủ tướng) của Cộng hoà Ireland
- Brian Cox
- Brian de la Puente (sinh 1985), cầu thủ bóng bầu dục NFL
- Brian De Palma (sinh 1940), đạo diễn phim người Mỹ
- Brian Eno (sinh 1948), nhạc sĩ điện tử, nhà lý luận âm nhạc và nhà sản xuất âm nhạc người Anh
- Brian Epstein (1934–1967), doanh nhân người Anh, là quản lý của The Beatles
- Brian Fitzpatrick (sinh 1987), vận động viên bóng rổ người Ireland
- Brian Gowins (sinh 1976), cầu thủ bóng bầu dục người Mỹ
- Brian Grazer (sinh 1951), nhà sản xuất phim và chương trình truyền hình đạt giải Oscar người Mỹ
- Brian Horwitz (nicknamed "The Rabbi"; born 1982), tuyển thủ vòng ngoài người Mỹ trong giải Major League Baseball
- Brian J. White (sinh 21 tháng 4 năm 1975), diễn viên, nhà sản xuất, người mẫu, vũ công và người môi giới chứng khoán người Mỹ.
- Brian Johnson (sinh 1947), ca sĩ chính và thành viên ban nhạc hard rock AC/DC
- Brian Johnston (1912–1994), bình luận viên cricket người vương quốc Anh
- Brian Jones (1942–1969), thành viên sáng lập, guitarist và nghệ sĩ đa nhạc cụ trong nhóm rock Anh quốc The Rolling Stones
- Brian Joo (sinh 1981), ca sĩ người Hàn Quốc sinh tại Mỹ, cựu thành viên của cặp đôi R&B Fly to the Sky
- Brian Jossie (sinh 1977), đô vật chuyên nghiệp người Mỹ biểu diễn với biệt danh Abraham Washington
- Brian Joubert (sinh 1984), vận động viên trượt băng nghệ thuật người Pháp và là quán quân 2007 World Figure Skating Championships
- Brian Kim (sinh 1975/76), cựu quản lý quỹ phòng ngừa rủi ro và là một tội phạm người Mỹ
- Brian Lara (sinh 1969), tuyển thủ cricket người Tây Ấn
- Brian Laudrup (sinh 1969), cựu cầu thủ bóng đã quốc tế người Đan Mạch
- Brian Littrell (sinh 1975), thành viên boyband Backstreet Boys
- Brian May (sinh 1947), guitarist nổi tiếng của ban nhạc Queen
- Brian McConaghy (sinh 1950), nhà khoa học pháp y người Canada
- Brian McFadden (sinh 1980), ca sĩ người Ireland và là cựu thành viên boyband Westlife
- Brian McKnight (sinh 5 tháng 6 năm 1969) ca sĩ-người viết bài hát, nhà biên khúc, nhà sản xuất và nhạc sĩ R&B người Mỹ.
- Brian Molko (sinh 1972), ca sĩ chính của ban nhạc Placebo
- Brian Moore
- Brian Moorman (sinh 1976), cầu thủ bóng bầu dục kiểu Mỹ chơi cho đội Buffalo Bills
- Brian Mulroney (sinh 1939), cựu thủ tướng Canada (1984–1993)
- Brian O'Driscoll (sinh 1979), cầu thủ bóng bầu dục người Ireland
- Brian Paddick (sinh 1958), chính khách người Anh
- Brian Peaker (sinh 1959), tuyển thủ rowing người Canada
- Brian Peets (sinh 1956), cầu thủ bóng bầu dục người Mỹ
- Brian Piccolo (1943–1970), cầu thủ bóng bầu dục của đội Chicago Bears và là chủ đề của bộ phim chiếu truyền hình Brian's Song
- Brian R. James (sinh 1974), game designer và kỹ sư phần mềm người Mỹ
- Brian Ransom (sinh 1940), chính khách người Canada
- Brian Ransom (bóng bầu dục gridiron) (sinh 1960), cầu thủ bóng bầu dục gridiron người Mỹ
- Brian Retterer (sinh 1972), vận động viên bơi lội người Mỹ
- Brian Ross (nhà báo) (sinh 1948), phóng viên điều tra người Mỹ cho kênh ABC News
- Brian Savoy (sinh 1992), tuyển thủ bóng chày người Thuỵ Sĩ
- Brian Smith
- Brian Stephney (sinh 1983), tuyển thủ cricket người Montserrat
- Brian Urlacher (sinh 1978), cầu thủ bóng bầu dục người Mỹ cho đội Chicago Bears
- Brian Viloria (sinh 1980), tuyển thủ quyền Anh người Mỹ
- Brian Warner (sinh 1969), ca sĩ người Mỹ, được biết đến nhiều hơn với nghệ danh Marilyn Manson
- Brian Wecht (sinh 1975), nhạc sĩ/nhà sản xuất của bộ đôi hài âm nhạc, Ninja Sex Party
- Brian Westbrook (sinh 1979), cầu thủ bóng bầu dục kiểu Mỹ cho đội Philadelphia Eagles
- Brian Williams (sinh 1959), người dẫn chương trình (anchorman) và phụ trách tổng biên tập của NBC Nightly News trên mạng lưới truyền hình NBC
- Brian Wilson (sinh 1942), thành viên nhóm nhạc Mỹ, The Beach Boys
- Brian Wilson (sinh 1982), pitcher cho đội San Francisco Giants

## Nhân vật hư cấu
- Brian Griffin trong Family Guy, được lồng tiếng bởi Seth MacFarlane
- Brian Kinney trong Queer as Folk (US), đóng bởi Gale Harold
- Brian O'Conner trong loạt phim The Fast and the Furious, đóng bởi Paul Walker

## Tiêu đề ấn phẩm truyền thông
Một vài bộ phim và chương trình truyền hình chứa tên Brian bao gồm:
- Brian's Song (1971, 2001)
- Monty Python's Life of Brian (1979)
- What About Brian, loạt chương trình truyền hình bắt đầu từ năm 2006
- Burying Brian, tiểu loạt chương trình truyền hình của New Zealand